# NGC 3161
NGC 3161 is een elliptisch sterrenstelsel in het sterrenbeeld Kleine Leeuw. Het hemelobject werd op 1 februari 1886 ontdekt door de Franse astronoom Guillaume Bigourdan.

## Synoniemen
- MCG 7-21-22
- ZWG 211.25
- ARAK 234
- NPM1G +38.0191
- PGC 29837